# Tricalysia gossweileri
Espèce
Synonymes
- Empogona gossweileri (préféré par NCBI)[2]
- Tricalysia gossweileri S.Moore[3]
- Tricalysia gossweileri[2]

Tricalysia gossweileri S.Moore est une espèce de plantes tropicales de la famille des Rubiacées et du genre Tricalysia, présente du Cameroun à l'Angola.

## Étymologie
Son épithète spécifique gossweileri rend hommage au botaniste suisse John Gossweiler (en), actif en Angola.